# Isomerida lineata
Isomerida lineata là một loài bọ cánh cứng trong họ Cerambycidae.